# NGC 2129
NGC 2129 (другое обозначение — OCL 467) — кажущееся рассеянное скопление в созвездии Близнецы.
Этот объект входит в число перечисленных в оригинальной редакции «Нового общего каталога».
На небе выглядит как физическое скопление примерно из 30 звёзд, рассеянных около двух наиболее ярких. Однако собственное движение и многоцветная фотометрия членов этой группы не подтверждают это, поэтому объект является лишь группой звёзд, случайно оказавшихся близко друг к другу на небе. Статья Джеймса Калера от 2005 года в S&T также говорит об этом.